# Live (musikalbum av Abba)
ABBA Live är ett livealbum utgivet av den svenska popgruppen Abba 1986.

## Historik
Gruppen genomförde tre internationella konsertturnéer. Den första gick genom Europa 1974-1975. Därefter gjorde de två världsturnéer; en genom Europa och Australien 1977 samt en genom Nordamerika, Europa och Asien hösten 1979 och våren 1980. 
ABBA Live gavs ut efter gruppens splittring och intresset för gruppens musik hade då dalat, varvid skivförsäljningen inte nådde några högre höjder. Under gruppens faktiska karriär hade de varit sparsamma med att ge ut liveinspelningar på skiva. Den första liveinspelningen att ges ut på skiva var I Wonder (Departure) från turnén 1977, vilken var B-sida på singeln The Name of the Game samma år. Därefter gavs Take a Chance on Me ut som B-sida på singeln I Have a Dream hösten 1979. Första och enda gången Abba gav ut en liveinspelning på ett album var när The Way Old Friends Do från 1979 togs med som avslutande spår på albumet Super Trouper 1980. 
Därutöver har liveinspelningen av Hole In Your Soul från 1979 givits ut ut på det argentinska samlingsalbumet Por Siempre 1982 samt Summer Night City, från samma turné, på det svenska samlingsalbumet Äntligen sommarlov! 1983.
Efter Abba Live släpptes Slipping Through My Fingers/Me and I på CD-boxen Thank You for the Music 1994 och 2014 utgavs dubbelalbumet Live at Wembley Arena, med en hel konsert från gruppens världsturné 1979. 
Flera av spåren på Abba Live hade "bättrats på" inför utgivningen med moderna synthtrummor och pålagt publikjubel.
Abba Live återutgavs på CD med remastrat ljud 1997, men har sedan dess inte givits ut igen och är för tillfället slutsåld.

## Låtlista
Inspelningarna kommer från deras två stora världsturnéer 1977 och 1979 samt konsertframträdandet i TV-programmet Dick Cavett Meets Abba 1981.
1. Dancing Queen (1979) – 3:42
2. Take a Chance on Me (1979) – 4:22
3. I Have a Dream (1979) – 4:23
4. Does Your Mother Know (1979) – 4:09
5. Chiquitita (1979) – 5:21
6. Thank You for the Music (1979) – 3:40
7. Two for the Price of One (1981) – 3:31
8. Fernando (1977) – 5:22
9. Gimme! Gimme! Gimme! (A Man After Midnight) (1981) – 3:17
10. Super Trouper (1981) – 4:23
11. Waterloo (1979) – 3:34
12. Money, Money, Money (1977) – 3:20*
13. The Name of the Game/Eagle (1979) – 9:37*
14. On and On and On (1981) – 4:01*

* Extraspår på CD-utgåvan

## Listplaceringar
| Lista (1986)  | Topplacering |
| ------------- | ------------ |
| Sverige       | 49           |
| Nederländerna | 47           |

### Fotnoter
1. ↑  Information i Svensk mediedatabas.
2. 1 2  ABBA - The complete recording sessions, Carl Magnus Palm, 1994, sid 93.
3. ↑  ABBA - The complete recording sessions, Carl Magnus Palm, 1994, sid 122.
4. ↑  ”ABBA - The Site”. Arkiverad från originalet den 17 maj 2017. https://web.archive.org/web/20170517103021/http://www.abbasite.com/discography/album/abba-live/. Läst 18 september 2013.
5. ↑  Listplacering
6. ↑  Listplacering